# Гайок (Сумський район)
Гайок — колишнє село, входило до складу Садівської сільської ради, Сумський район, Сумська область.
В 1980-х роках Гайок приєднано до селища Сад.

## Географічне розташування
Село знаходиться на лівому березі річки Сухоносівка, вище по течії знаходиться селище Сад, за 2 км нижче по течії розташоване село Косівщина.

## З історії
Про існування хутора Гайок відомо з XIX сторіччя, населення складало не більше 20 людей. Гайок складався з 4-6 дворів.
У Довідковій книзі для Харківської єпархії в 1904 році до приходу Іллінської церкви міста Суми були приписані хутори Гайок і Косівщина — за 4 версти, Бульбівщина й Кононенкове — за 5 верст, Розсохуватий — за 7 верст.